# Swans (groupe)
Pour les articles homonymes, voir Swans.
Swans est un groupe de rock expérimental, folk et industriel américain, originaire de New York. Il est actif entre 1982 et 1997, puis depuis 2010, sous l'égide de Michael Gira, chanteur, compositeur multi-instrumentiste. Le groupe est connu pour ses changements de sonorité au fil de son histoire : alors que le groupe est au départ connu pour son style no wave et ses paroles profondément misanthropes, l'arrivée de la claviériste Jarboe (en) en 1986 pousse le groupe à adopter un style plus mélodique.
Le groupe se forme à New York en 1982, et connaît de nombreux changements de personnel jusqu'à sa dissolution en 1997. Les membres qui restèrent le plus longtemps dans le groupe autour de Michael Gira furent la claviériste et chanteuse Jarboe et dans une certaine mesure le guitariste Norman Westberg (en).
En 2010, Gira reforme le groupe avec un personnel plus stable, qui publie quatre albums acclamés par la critique et effectue une tournée mondiale. Cette itération du groupe se sépare en 2017, après la sortie de The Glowing Man (en). Le groupe se reforme en 2019, enregistrant des albums et effectuant leurs tournées avec « un casting rotatif de contributeurs » selon Michael Gira.

## Biographie

### Débuts (1982–1985)

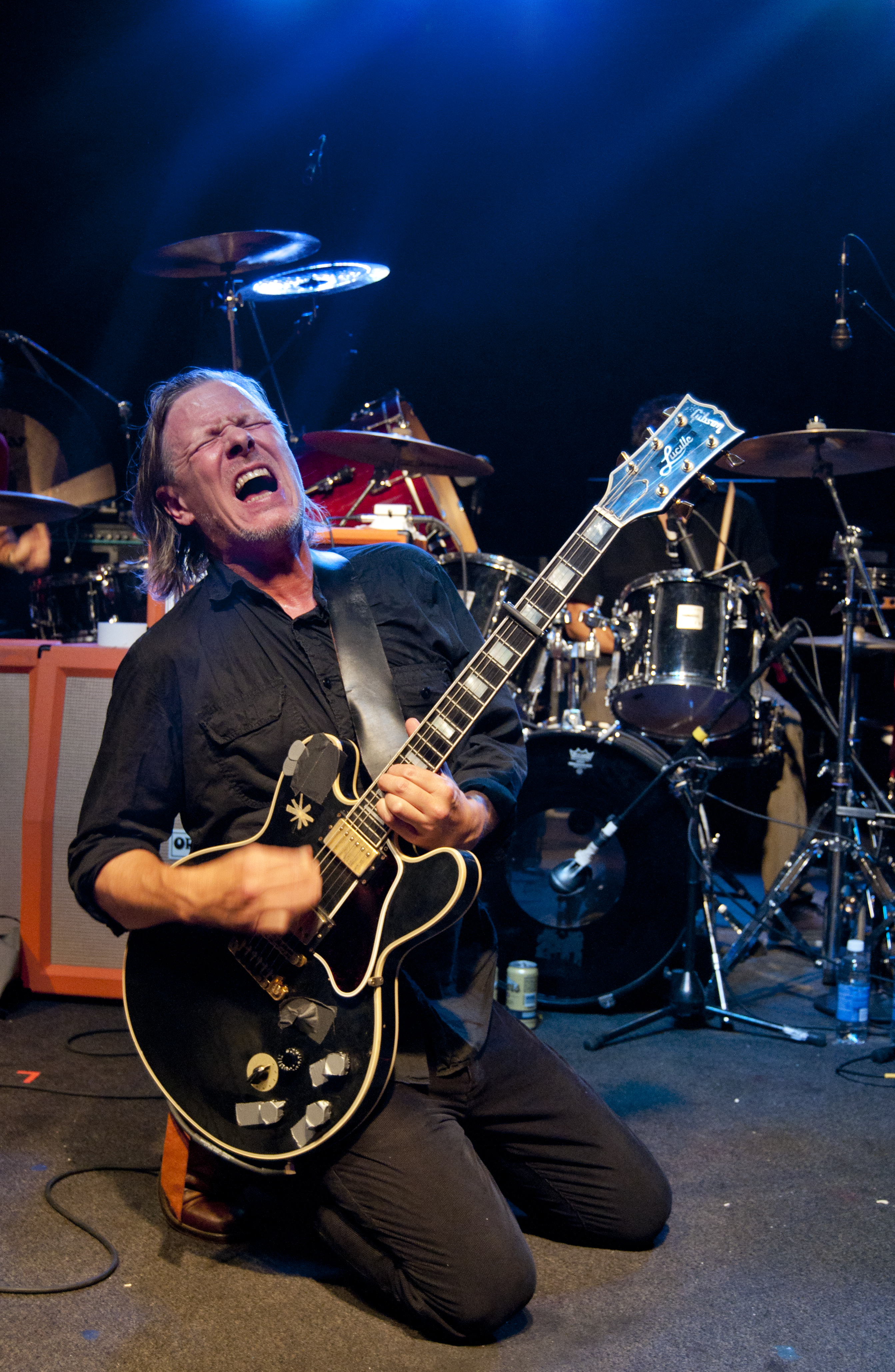
Michael Gira à Kansas City, en septembre 2012.

Michael Gira répète à plusieurs reprises avoir adopté le nom de Swans, qu'il décrit de meilleur pour un nom de groupe. « Les cygnes [Swans en anglais] sont des créatures majestueuses et magnifiques. Avec un tempérament de merde. »
La première formation connue de Swans comprend Gira à la basse et au chant, Jonathan Kane (en) à la batterie, Sue Hanel à la guitare, Mojo et Thurston Moore aux percussions et Dan Braun ou Jon Tessler à la seconde basse. Jon Tessler jouait aussi des percussions. Le seul enregistrement du groupe avec Hanel se fait sur la compilation Body to Body, Job to Job (en). Hanel ne reste pas longtemps dans le groupe, et est remplacée par Bob Pezzola. Jonathan Kane dira d'Hanel qu'elle était « la guitariste la plus redoutable qu'on ait jamais vu à New York ». Cette formation comprend aussi le saxophoniste Daniel Galli-Duani, qui jouait avec Kane au sein du duo avant-gardiste Transmission.

#### Style musical
Leur premier EP, Swans, publié chez Labor Records, possède un style bien différent de ce qu'ils feront plus tard. Il comprend des morceaux de guitare distordue qui rappelle des groupes de post-punk comme Joy Division, bien que la structure minimaliste des cordes rappelle le blues et l'instrumentation jazz ainsi que les time signatures de Swans rappellent la scène no wave de la fin des années 1970,, qui s'est plus ou moins effondrée depuis l'album Cop (en).
Kane compare Swans à l'icône du blues Chester Burnett, alias Howlin' Wolf. Leur style musical à ses débuts se caractérise par des bruits de guitare ponctués par les paroles violentes et morbides de Gira (inspirées de Jean Genet et du Marquis de Sade), souvent criés ou aboyés. Les critiques décriront ses paroles comme violentes. Leur premier album studio, Filth (en), est publié en 1983. Filth est le premier album du groupe à faire participer le guitariste Norman Westberg, qui jouera un rôle vital dans la musique des Swans, et sur tous ses albums depuis Love of Life (en).
Cop (en) et l'EP Young God (en) sont publiés en 1984. Ces deux sorties continuent à utiliser le même style musical que Filth, pouvant être décrit comme du heavy metal joué en slow motion. Les paroles chantées par Michael Gira sont cependant un peu plus mélodiques. Certains des titres de l'EP comme Young God et I Crawled possèdent même une mélodie rudimentaire, caractéristique qui restera sur les futures sorties du groupe.
Justin Broadrick, membre du groupe britannique de métal industriel Godflesh, décrit l'EP Young God comme ceci : 

« L'EP possédait un son que j'avais toujours voulu entendre, juste le son le plus lugubre et sombre possible. Cette approche minimaliste de la musique est ce qui m'a vraiment influencé. Cette approche n'était pas spécifique à un genre, elle avait un manque total de bagages... c'était purement abstrait, surréel et violent. [La musique de Swans] m'a parlé d'une manière très particulière, et m'a appris qu'on pouvait tout retirer au heavy metal et le réduire à sa forme la plus primitive. »

#### Concerts
Pendant leurs premiers concerts, les Swans jouaient à un volume tellement élevé que la police doit intervenir. Gira s'est également souvent confronté au public, écrasant leurs doigts pendant qu'il était sur scène, tirant leurs cheveux et frappant ceux qui pratiquaient le headbanging, que Gira haïssait. Cette réputation sulfureuse mènera au départ de Gira du groupe en 1997. Depuis le retour des Swans, Gira met un point d'honneur à maintenir l'intensité des concerts, notant qu'elle « élève l'âme et détruit le corps ». Gira a également éteint la ventilation avant plusieurs concerts, comparant la sensation à celle d'une hutte à sudation.

### Changement stylistique (1986–1988)
L'album Greed (en) marque la première participation au groupe de la claviériste et chanteuse Jarboe (en) et du bassiste Algis Kizys (en). Sa présence diminue progressivement l'intensité du style musical des Swans. L'album n'est pas aussi brutal ou bruyant que ses prédécesseurs, mais extrêmement sombre. Il est suivi par un album « jumeau », Holy Money (en), le premier à faire participer Jarboe au chant. Holy Money marque également l'apparition d'éléments accoustiques et de références à la religion.
L'album Children of God (en) étend encore plus le rôle de Jarboe, narrant les histoires de souffrance, torture et d'humiliation subies par Michael Gira. Les histoires narrées ici, cependant, sont inhabituellement juxtaposées avec un point de vue religieux. Certaines chansons comme Beautiful Child possèdent cependant toujours le style vocal des débuts du groupe.

### Nouveaux albums, nouveaux projets et séparation (1988–2003)

#### The World of Skin
Après l'album Children of God, Gira décide de changer quelque peu le style musical du groupe l'orientant vers des éléments acoustiques pour mettre plus en avant les parties vocales de Jarboe. Ce sous-projet du groupe, mené par Gira et Jarboe, s'effectue sous le nom Skin, puis prend rapidement le nom The World of Skin (en). Le projet publie son dernier album Ten Songs for Another World (en) en 1990.

#### Nouveaux albums
The Burning World (en) , sorti en 1989, est le premier album des Swans qui comprend des mélodies pop plus conventionnelles. Malgré cela, les paroles de Gira traitent toujours autant de la dépression, de la mort et du désespoir. Le groupe reprendra aussi sur l'album la chanson Can't Find My Way Home de Blind Faith.
The Burning World a été le seul album de Swans publié par un label majeur : celui-ci est publié conjointement par Uni Records (en) et MCA Records. Pour l'occasion, le groupe a été rejoint par des musiciens de studio et a adouci son sourd de guitare caractéristique au profit d'éléments de folk et de world music. L'album n'a été vendu qu'à près de 5000 exemplaires au Royaume-Uni, devenant donc l'une des pires ventes de l'histoire de MCA Records, qui l'a rapidement supprimé de son catalogue.
Les déboîres de Gira avec Uni Records et la MCA mènent à la sortie en 1991 de l'album White Light From the Mouth of Infinity (en), qui mêle hard rock et pop. L'album et suivi de Love of Life (en) en 1992, puis de The Great Annihilator (en) en 1995, qui fait partie des albums les plus accessibles du groupe.

#### Dernières sorties et séparation du groupe
Occupé par d'autres projets musicaux, Gira décide de mettre fin au groupe avec la publication d'un dernier album studio et d'un album live.
En 1996, le groupe publie son dixième album, Soundtracks for the Blind (en), qui est acclamé par les critiques à sa sortie. L'album mêle des prises de son en extérieur, des éléments de dark ambient et de post-rock, ou encore des passages de guitare accoustique. En 1998, soit un an après la séparation du groupe, sort l'album live Swans Are Dead (en). Entre 1999 en 2003, le groupe sort deux dernières compilations, Various Failures (en) et Forever Burned (en).
Après avoir dissous Swans, Gira forme un autre groupe, Angels of Light (en), continue ses projets avec son label Young God Records (en), et Jarboe continue ses projets en solo.

### Post-séparation et retour (2003-2017)
En janvier 2010, Young God Records annonce sur sa page MySpace le retour des Swans. Gira décidait déjà de ramener les Swans pendant un concert d'Angels of Light cinq ans auparavant ; alors qu'il était sur scène, il décrit ce qu'il a ressenti comme étant « une envie irrépréssible de reformer et de revigorer Swans, parce que je me suis souvenu à quel point cette expérience était intense ».
Pour aider à financer le nouvel album du groupe, Gira publie un nouvel album solo, I Am Not Insane (en), sur le site web de Young God Records. LAS Magazine décrit l'évènement comme la naissance « d'un système de financement alternatif dans une industrie musicale fauchée, incapable de reposer sur le financement des labels, qui développe son propre compromis : récolter les dollars des fans en échange de nouveaux contenus et d'un sentiment d'implication », citant en exemple la manière dont Gira a dédicacé chacune des mille copies de I Am Not Insane.
Après une série de concerts en Europe et aux États-Unis, Swans sort son premier album depuis sa reformation, My Father Will Guide Me up a Rope to the Sky (en), en septembre 2010. Le groupe entame alors une tournée mondiale longue de dix-huit mois.
En 2012, d'une manière similaire à I Am Not Insane, Swans publie l'album live We Rose from Your Bed with the Sun in Our Head (en) afin de financer leur prochain album, The Seer (en), qui sort la même année et qui est acclamé par la critique.
En 2013 Swans publie un nouvel album live, Not Here / Not Now (en), qui sert à financer le prochain album du groupe, To Be Kind, qui sort en 2015. Cette même année, le groupe publie un nouvel album live, The Gate (en), qui permet à cette itération du groupe de financer son dernier album, The Glowing Man (en), qui sort en 2016.
Le groupe se sépare en 2017 après avoir publié un dernier album live, nommé Deliquescence (en).

### Hiatus et nouveaux line-ups dynamiques (depuis 2018)
Après une pause de plus d'un an, Michael Gira annonce en septembre 2018 le retour en tournée des Swans avec de nouveaux musiciens. En 2019, le groupe publie un album de démos, What Is This? (en), afin de financer son prochain album Leaving Meaning (en), qui sort la même année. Toujours en 2019, le réalisateur italo-américain Marco Porsia publie un documentaire sur le groupe nommé Where Does a Body End? (en).
En 2022, Swans publie un nouvel album live, Is There Really a Mind? (en), qui permet de financer le seizième album du groupe, The Beggar (en), qui sort l'année suivante. En 2024, le groupe annonce la sortie d'un nouvel album, et publie l'album Live Rope afin de financer celui-ci.

## Membres

### Membres actuels
- Michael Gira : guitare, chant, clavier, tape loops (en) (1982–1997, depuis 2010)
- Dana Schechter : guitare basse, lap steel guitar, claviers (depuis 2020)
- Kristof Hahn (en) : guitare, lap steel guitar (1988–1991, 2010-2017, depuis 2019)
- Phil Puleo (en) : batterie, percussions, dulcimer (1995–1997, 2010-2017, depuis 2019)
- Christopher Pravdica (en) : guitare basse, taishōgoto (2010-2017, depuis 2019)
- Toby Dammit : batterie, Mellotron, percussions, vibraphone, chant (1995-1996, depuis 2019)

### Anciens membres
- Jonathan Kane (en) : batterie (1981-1983)
- Daniel Galli-Duani : saxophone (1981-1982)
- Bob Pezzola : guitare (1981-1983)
- Sue Hanel : guitare (1982)
- Thurston Moore : basse (1982)
- Dan Braun (en) :  basse (1982)
- Jon Tessler : basse, percussions, tape loops (1982)
- Mojo : percussion, tape loops (1982)
- Roli Mosimann : batterie (1982-1984)
- Norman Westberg (en) : guitare, chant (1983-1990, 1993-1995, 2010-2017, 2019)
- Harry Crosby : basse (1983-1986)
- John Hood : batterie (1984)
- Ivan Nahem : batterie (1984-1985)
- Jarboe (en) : clavier, chant, piano (1985-1997, 2012)
- Ronaldo Gonzalez : batterie (1985-1997)
- Ted Parsons : batterie (1985-1997, 1991, 1993-1995)
- Algis Kizys (en) : basse (1986-1988, 1991-1995)
- Sami Kumpulainen : basse (1988)
- Virgil Moorefield (en) : batterie (1989)
- Vincent Signorelli (en) : batterie, percussions (1989-1992)
- Clint Steele : guitare (1990-1997)
- Jenny Wade : basse (1990-1991)
- Anton Fier : batterie (1990-1991)
- Bill Rieflin : batterie et autres instruments (1993-1996, apparitions en tant qu'invité de 2010 à 2017)
- Joe Goldring : basse (1995-1996)
- Vudi (en) : guitare, clavier (1995-1996)
- Bill Bronson : basse (1997)
- Thor Harris : batterie, percussions, vibraphone, dulcimer, claviers (2010-2016, 2017, 2019)
- Paul Wallfisch (en) : claviers (2016-2017, 2019)
- Yoyo Röhm : basse, double basse, claviers, chant (2019)
- Ben Frost : synthétiseur, mellotron, guitare (2020, apparitions en tant qu'invité depuis 2012)

## Discographie

### Albums studio
- 1983 : Filth (en)
- 1983 : Cop (en)
- 1986 : Greed (en)
- 1986 : 'Holy Money (en)
- 1987 : Children of God (en)
- 1989 : The Burning World (en)
- 1991 : White Light from the Mouth of Infinity (en)
- 1992 : Love of Life (en)
- 1995 : The Great Annihilator (en)
- 1996 : 'Soundtracks for the Blind (en)
- 2010 : My Father Will Guide Me up a Rope to the Sky (en)
- 2012 : The Seer (en)
- 2014 : To Be Kind
- 2016 : The Glowing Man (en)
- 2019 : Leaving Meaning (en)
- 2023 : The Beggar (en)
- 2025 : Birthing (en)

### EP
- 1982 : Swans